# País menys desenvolupat

Localització dels països menys desenvolupats, segons les Nacions Unides

Els països menys desenvolupats (LDCs, per les seves sigles en anglès), a vegades anomenats Tercer Món, són països en vies de desenvolupament o subdesenvolupats que, segons les Nacions Unides tenen els indicadors socioeconòmics més baixos del món, així com els índexs de desenvolupament humà més baixos. Un país pot ser classificat com a país menys desenvolupat si compleix amb tres criteris:
- renda baixa (una mitjana de tres anys de la Renda Nacional Bruta de menys de US$750; més de US$900 per sortir de la llista);
- recursos humans dèbils (segons els indicadors de nutrició, sanitat, educació i alfabetisme adult); i
- vulnerabilitat econòmica (basada en la inestabilitat de la producció agrícola, la inestabilitat en l'exportació de béns i serveis, en la importància econòmica de les activitats no tradicionals, en la concentració de l'exportació de mercaderies, el percentatge de la població desplaçada a causa dels desastres naturals, etc.)

La classificació més recent, del 16 d'abril, 2008, inclou quaranta-nou països. Els únics dos països que han estat eliminats d'aquest llistat en augmentar llurs indicadors socials i econòmics són Cap Verd i Botswana

## Els països menys desenvolupats

### Àfrica
- Angola
- Benín
- Burkina Faso
- Burundi
- República Centreafricana
- Txad
- Comoros
- República Democràtica del Congo
- Djibouti
- Eritrea
- Etiòpia
- Gàmbia
- Guinea
- Guinea Bissau
- Lesotho
- Libèria
- Madagascar
- Malawi
- Mali
- Mauritània
- Moçambic
- Níger
- Ruanda
- Senegal
- Sierra Leone
- Somàlia
- Sudan
- Tanzània
- Togo
- Uganda
- Zàmbia

### Àsia
- Afganistan
- Bangladesh
- Cambodja
- Timor Oriental
- Laos
- Burma
- Nepal
- Iemen

### Oceania
- Kiribati
- Salomó
- Tuvalu

### Amèrica
- Haití